# Кристофер Уу
Кристофе́р Мори́с Уу (на френски: Christopher Maurice Wooh) е френски и камерунски футболист, играещ като централен защитник за френския Рен и националния отбор на Камерун. Участник в Купата на африканските нации 2023 където вкарва третия гол за отбора си срещу Гамбия при победата с 3:2.